# Albert Billing
Albert Billing (* 15. Februar 1858 in Zürich; † 1910 ebenda) war ein Schweizer Schriftsteller und Ingenieur.

## Leben und Wirken
Nach Absolvierung technischer Studien betätigte sich Billing als Ingenieur und zuletzt als Oberingenieur. Sprachstudien, insbesondere französische, förderten ihn in seiner beruflichen Laufbahn. In deren knapp bemessener Freizeit ging er seiner Lieblingsbeschäftigung, der Poesie, nach. 
Ab Oktober 1907 widmete sich Billing als Freischaffender ganz der Schriftstellerei, wozu er sich in Golzern bei Grimma im Königreich Sachsen und einige Zeit auch in Köthen (Anhalt) niederliess. Dort blieb er nicht lange und zog wieder in seine Geburtsstadt Zürich zurück, wo er mit 52 Jahren starb.

## Schriften (Auswahl)
- D’ Iquartierig (in Schweizer Mundart).
- D’ Erbschaft.
- Alpenrosen. Gedichte.
- Erzählungen aus Helvetien. 1905.